# Stargate (aparelho)
No universo de ficção científica homônimo, o aparelho chamado Stargate (inglês para "Portal das Estrelas") é um grande dispositivo anular e com propriedades supercondutoras que, por meio de tecnologias altamente avançadas, permite viajar pelo "subespaço", ao criar um  buraco-de-minhoca estável entre portais, que geralmente estão localizados em diferentes sistemas planetários. Sua primeira aparição deu-se no longa-metragem para o cinema Stargate (1994), dirigido por Roland Emmerich, havendo sido posteriormente redesenhado para as telesséries Stargate SG-1, Stargate Atlantis e "Stargate Universe". O aparelho Stargate é a premissa central do enredo de todas aquelas produções, cujo foco é uma pequena equipe de protagonistas que explora outros planetas e encontra outros povos ao viajar "a pé", ao contrário de outras séries de ficção científica que pressupõem o uso de naves estelares.

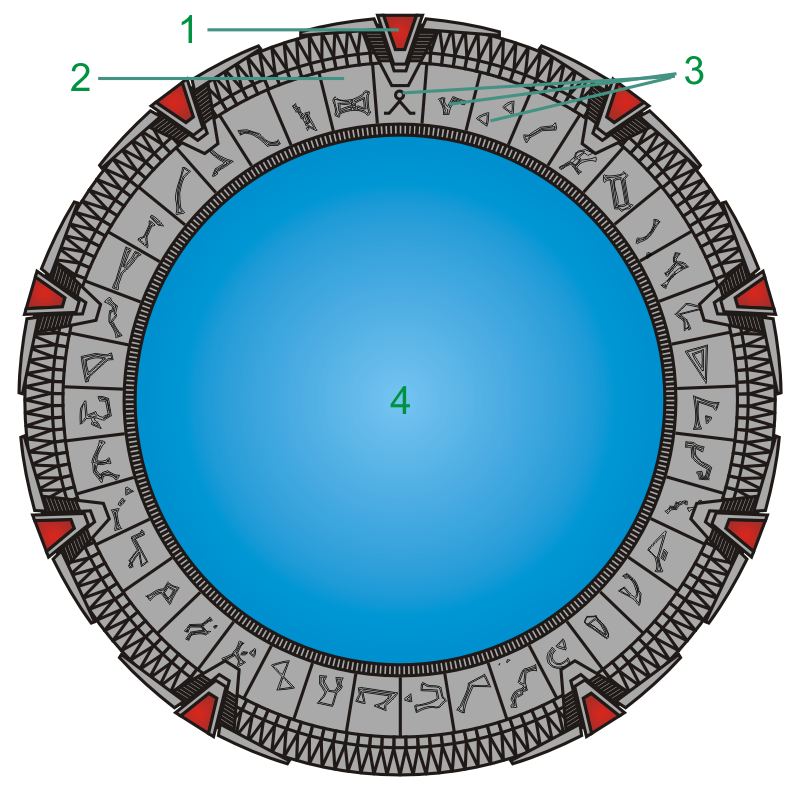
O aparelho Stargate: fechos ("chevrons") [1], disco [2], glifos [3], horizonte de eventos [4].

Os Stargates possuem nove fechos (chevrons), fixos em volta de sua circunferência, bem como 39 símbolos\glifos, gravados num anel interior giratório. Costumam ter 6,7 m de diâmetro e cerca de 30 000 kg de peso, feitos de um material fictício chamado naquadah. Os Stargates quase sempre são vistos em pé, na vertical.
Segundo o enredo fictício, seus criadores foram uma raça alienígena conhecida como os Antigos, que os instalaram em diversos planetas e luas da Via Láctea e de outras galáxias há milhões de anos. São coletivamente chamados de "rede Stargate".
No longa-metragem, um Stargate foi descoberto em escavações arqueológicas em Gizé, no ano de 1928 e, anos depois, a Força Aérea dos EUA descobriu como operá-lo. Tal portal foi instalado no Egito Antigo pelos extraterrestres Goa'ulds, que instruiriam os nativos a construir as pirâmides, e inspirariam a mitologia egípcia, com seu líder em especial batizando o deus Rá. Durante a série SG-1, se revela que milênios antes dos Goa'ulds, os Antigos instalaram um Stargate na Antártida. 
Cada destino com um Stargate possui um "endereço" único, que corresponde a uma combinação não-repetida de (pelo menos) sete glifos. Assim sendo, o viajante deve "discar" os símbolos na ordem correta de modo a abrir um buraco-de-minhoca para o destino desejado.

## Glifos do Stargate descoberto em Gizé
Cada glifo correspondem a uma constelação vista da Terra.
| Posição | Glifo | Constelação                       | Posição | Glifo | Constelação      | Posição | Glifo | Constelação |
| ------- | ----- | --------------------------------- | ------- | ----- | ---------------- | ------- | ----- | ----------- |
| 1       |       | Símbolo de origem (Planeta Terra) | 14      |       | Microscopium     | 27      |       | Taurus      |
| 2       |       | Crater                            | 15      |       | Capricornus      | 28      |       | Auriga      |
| 3       |       | Virgo                             | 16      |       | Piscis Austrinus | 29      |       | Eridanus    |
| 4       |       | Boötes                            | 17      |       | Equuleus         | 30      |       | Orion       |
| 5       |       | Centaurus                         | 18      |       | Aquarius         | 31      |       | Canis Minor |
| 6       |       | Libra                             | 19      |       | Pegasus          | 32      |       | Monoceros   |
| 7       |       | Serpens Caput                     | 20      |       | Sculptor         | 33      |       | Gemini      |
| 8       |       | Norma                             | 21      |       | Pisces           | 34      |       | Hydra       |
| 9       |       | Scorpius                          | 22      |       | Andromeda        | 35      |       | Lynx        |
| 10      |       | Corona Australis                  | 23      |       | Triangulum       | 36      |       | Cancer      |
| 11      |       | Scutum                            | 24      |       | Aries            | 37      |       | Sextans     |
| 12      |       | Sagittarius                       | 25      |       | Perseus          | 38      |       | Leo Minor   |
| 13      |       | Aquila                            | 26      |       | Cetus            | 39      |       | Leo         |